# Sven Andersson (homme politique)
Pour les articles homonymes, voir Sven Andersson et Andersson.
Sven Olof Morgan Andersson (né le 5 avril 1910 à Göteborg - mort le 21 septembre 1987 à Stockholm) est un homme politique suédois, membre du parti social-démocrate, ministre de la Communication (1951-1957), la Défense (1957-1973) et des affaires étrangères (1973-1976).